# 保護者
《保護者》（英語：Kaappaan）是一部2019年印度泰米爾語動作驚悚片，由K·V·阿南德執導，帕圖科泰·普拉巴卡編劇，萊卡製片公司出品，蘇芮亞、莫哈恩拉和阿里亞主演，賽莎、山繆拉卡尼、沙姆娜·卡西姆、博曼·伊蘭尼與奇拉格·賈尼擔任配角。電影故事圍繞特別保護小組（SPG）人員卡西拉維（Kathiravan，蘇芮亞飾演）展開，他努力保護印度總理免遭一名神秘男子的暗殺。
《保護者》2019年9月20日在院線上映，影評人的評價褒貶不一。儘管如此，電影的總票房達10億盧比，仍取得了商業上的成功。導演阿南德於2021年4月30日去世，使本片成為他最後的導演作。

## 劇情
恐怖分子試圖在新德里殺害印度總理錢德拉坎斯·瓦瑪，但襲擊被維安部門阻止，政府隨後派出國家安全保衛隊殺死了恐怖分子並活捉了一人。但電子與通訊技術部部長瓦蘇戴夫在槍戰中身亡，令身為總理辦公處秘書的女兒安嘉莉感到難過。
「卡西」卡西拉維表面上是坦賈武爾的有機農民，私下為國家的軍事情報部門工作。被活捉的恐怖分子透露下一次暗殺總理的陰謀後，特別保護小組（SPG）要求卡西在總理訪問倫敦期間協助保護工作。卡西辨認並射殺了嫌疑犯，安嘉莉則將他誤認成刺客，試圖跟蹤他，但被卡西誘導喝醉。瓦瑪回到印度，發現巴基斯坦軍隊在克什米爾殺害了印度士兵。商業大亨兼公眾人物拉賈·馬哈德夫會見瓦瑪，討論報復方式。隨著時間推進，卡西與安嘉莉相戀。
卡西的同事兼朋友喬瑟夫收到死亡威脅，隨後一名狙擊手殺死了喬瑟夫的寵物貓。卡西和喬瑟夫捉住狙擊手，但對方死於遠程引爆的小型炸彈。瓦瑪前往克什米爾向公眾發表演講，但一名神秘來電者干擾了SPG的通訊系統，並提醒瓦瑪演講的舞台上有炸彈。卡西發現了炸彈並將其扔掉。但另一枚炸彈在總理車輛下方引爆，殺死了瓦瑪。瓦瑪去世後，下一任總理的職位出現了爭奪，但瓦瑪的顧問選擇了其子阿比，以防止政界分裂。
卡西因未能保護總理而被停職，但之後發現了證據，得知兇手便是過去叛國的同事蘭吉斯。蘭吉斯入獄後，妻小自殺，導致他在出獄後向瓦瑪及卡西等人展開報復。此外，農民抗議坦賈武爾建造礦井，這些礦井正在毀壞他們的農作物，阿比計劃關閉這些礦井，但礦主馬哈德夫反對，雙方關係決裂。阿比不顧安全警告，前去參加安嘉莉的生日派對並開車載她出去玩，但路途中遭到大批殺手襲擊，導致安嘉莉受傷；喬瑟夫在試圖拯救阿比時死亡。
在驗屍過程中，卡西發現自己團隊的普雷姆試圖竄改證據。普雷姆透露自己是雙重間諜，與蘭吉斯勾結，並在喬瑟夫營救阿比時殺死了他。同時，坦賈武爾的農民拒絕讓出土地，馬哈德夫策劃放出大量雄性蝗蟲侵擾坦賈武爾的田地。馬哈德夫也是瓦瑪暗殺事件的幕後黑手，而蘭吉斯和普雷姆都只是其傀儡。阿比和馬哈德夫討論了這場持續不斷的爭執；馬哈德夫同意在隨後召開的新聞發表會上，同意關閉在坦賈武爾的礦場，但他暗中計劃釋放雄性和雌性蝗蟲，毀掉所有農作物，令他的採礦公司得以建立。
卡西摧毀了運送蝗蟲的火車，殺死了所有蝗蟲。蘭吉斯在記者會上進入監控室，並計劃按馬哈德夫的命令殺死阿比。卡西制伏了蘭吉斯，對方透露炸彈在安嘉莉的石膏裡。卡西解除了石膏的炸彈，但蘭吉斯還表示，卡西的防彈背心上有另一枚炸彈，一旦脫下自己便會手動引爆。蘭吉斯登上馬哈德夫的車輛後啟動引爆器，但炸彈在車內爆炸，導致馬哈德夫和蘭吉斯當場死亡。原來，卡西在通過安檢門時事先發現了炸彈，並偷偷將背心留在馬哈德夫的車上。危機解除後，卡西終於能好好陪伴安嘉莉。

## 演員
- 蘇芮亞飾演「卡西」卡西拉維（Kathiravan (Kathir)）
- 莫哈恩拉飾演錢德拉坎斯·瓦瑪（Chandrakanth Varma）
- 阿里亞（英语：Arya (actor)）飾演阿比薛·「阿比」·瓦瑪（Abhishek (Abhi) Varma）
- 賽莎（英语：Sayyeshaa）飾演安嘉莉·瓦蘇戴夫（Anjali Vasudev）
- 山繆拉卡尼（英语：Samuthirakani）飾演喬瑟夫·賽爾瓦拉吉（Joseph Selvaraj）
- 沙姆娜·卡西姆（英语：Shamna Kasim）飾演普莉亞·喬瑟夫·賽爾瓦拉吉（Priya Joseph Selvaraj）
- 博曼·伊蘭尼飾演拉賈·馬哈德夫（Rajan Mahadev）
  - 尼扎加爾·拉維（英语：Nizhalgal Ravi）為博曼·伊蘭尼配音
- 奇拉格·賈尼（英语：Chirag Jani (actor)）飾演蘭吉斯·庫馬爾
- 普雷姆·庫馬爾（英语：Ranjith Kumar）飾演普雷姆（Prem）
- D·R·K·基蘭（英语：D. R. K. Kiran）飾演威維克（Vivek）
- 烏瑪·帕德馬納班（英语：Uma Padmanabhan）飾演瓦瑪夫人（Mrs. Varma）
- 塔萊瓦薩爾·維賈伊（英语：Thalaivaasal Vijay）飾演桑托許（Santhosh）
- 帕圖科泰·普拉巴卡（英语：Pattukkottai Prabakar）飾演記者

## 外部連結
- 互联网电影数据库（IMDb）上《保護者》的资料（英文）